# 瓦莫什乔拉德
瓦莫什乔拉德，是匈牙利沃什州所辖的一个村，总面积11.78平方公里，总人口331，人口密度28.1人/平方公里（2010年1月1日）。